# Zapornia parva
La polluela bastarda (Zapornia parva) es una especie de ave gruiforme de la familia Rallidae propia de Eurasia y África. Habita en humedales que tengan carrizales, especialmente en los que se mezclan con eneas y tengan canales. Es muy difícil de ver, y es más fácil escuchar sus reclamos. No se reconocen subespecies.

## Descripción

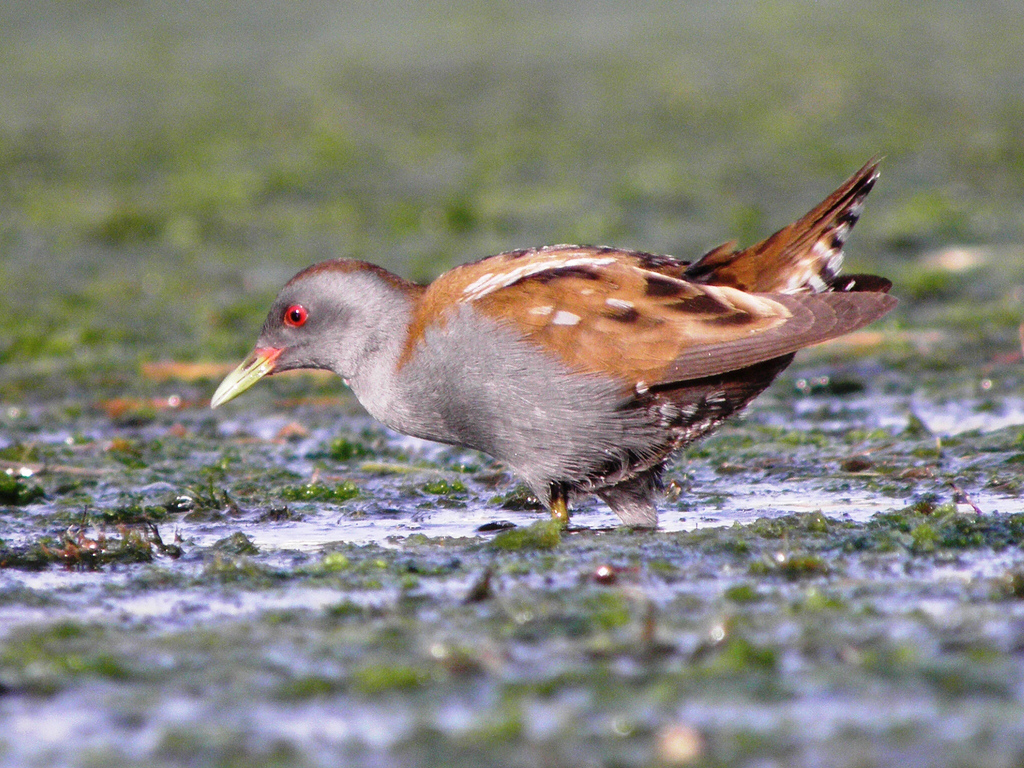
Macho adulto.

La polluela bastarda mide de 18 a 20 cm de longitud. Es ligeramente menor que la polluela pintoja, de la que se diferencia por carecer de las listas oscuras en los flancos y las motas en las partes inferiores. La polluela bastarda tiene el pico corto y recto, de color amarillo y con una mancha roja en la base. A diferencia de otras especies de su género la polluela bastarda presenta un notable dimorfismo sexual. El macho tiene las partes superiores veteadas en distintos tonos de pardos, con algunas vetas blancas, y con las partes inferiores y el rostro de color gris azulado. Se parecen a los machos de la polluela chica (P. pusilla), que son algo menores y tienen los flancos listados, y además sus plumas primarias son más largas y por ello sobresalen más con respecto a su cuerpo que en la chica. En cambio la hembra tiene las partes inferiores anteadas y solo tienen grisáceo el rostro. Las hembras se parecen más a las polluelas pálidas (P. flaviventer) de los trópicos americanos. Los inmaduros de polluela bastarda se parecen a las hembras pero tienen el rostro y el pecho blancos. Los polluelos están recubiertos por plumón negro, como es típico en las rállidas.

## Taxonomía y etimología
La polluela bastarda se clasifica en el género Porzana, que pertenece a la familia Rallidae, una familia de aves acuáticas y semiacuáticas de tamaño medio, aunque pequeñas en comparación con el resto de Gruiformes. Las rállidas suelen tener la cola corta, robustas patas con dedos largos, plumajes discretos y el cuello mucho menos largo que las grullas. Los miembros de Porzana se caracterizan por no presentar conspicuos escudos frontales como el resto de rállidas y ser más pequeños.
La polluela bastarda fue descrita científicamente por el naturalista tirolés Giovanni Antonio Scopoli en 1769, con el nombre científico, Rallus parvus. Posteriormente fue trasladada al género Porzana, creado por el zoólogo francés Louis Jean Pierre Vieillot en 1816. No se reconocen subespecies de Porzana parva:
Porzana es la latinización del término véneto sporzana usado para nombrar a las polluelas, mientras que parva en latín significa «pequeña». En español se denomina «bastarda» por tener características comunes tanto a las polluelas chicas como a las pintojas.

## Distribución
La polluela bastarda es un ave migratoria que cría en los humedales con extensos carrizales y vegetación de ribera alta de Europa (especialmente en el este) y el oeste de Asia, y se desplaza África y el sureste de Asia para pasar el invierno. Los cuarteles invernales africanos son principalmente los lagos diseminados por el Sahel y la cuenca del Nilo. En España es rara y se observa especialmente durante sus pasos migratorios.

## Comportamiento

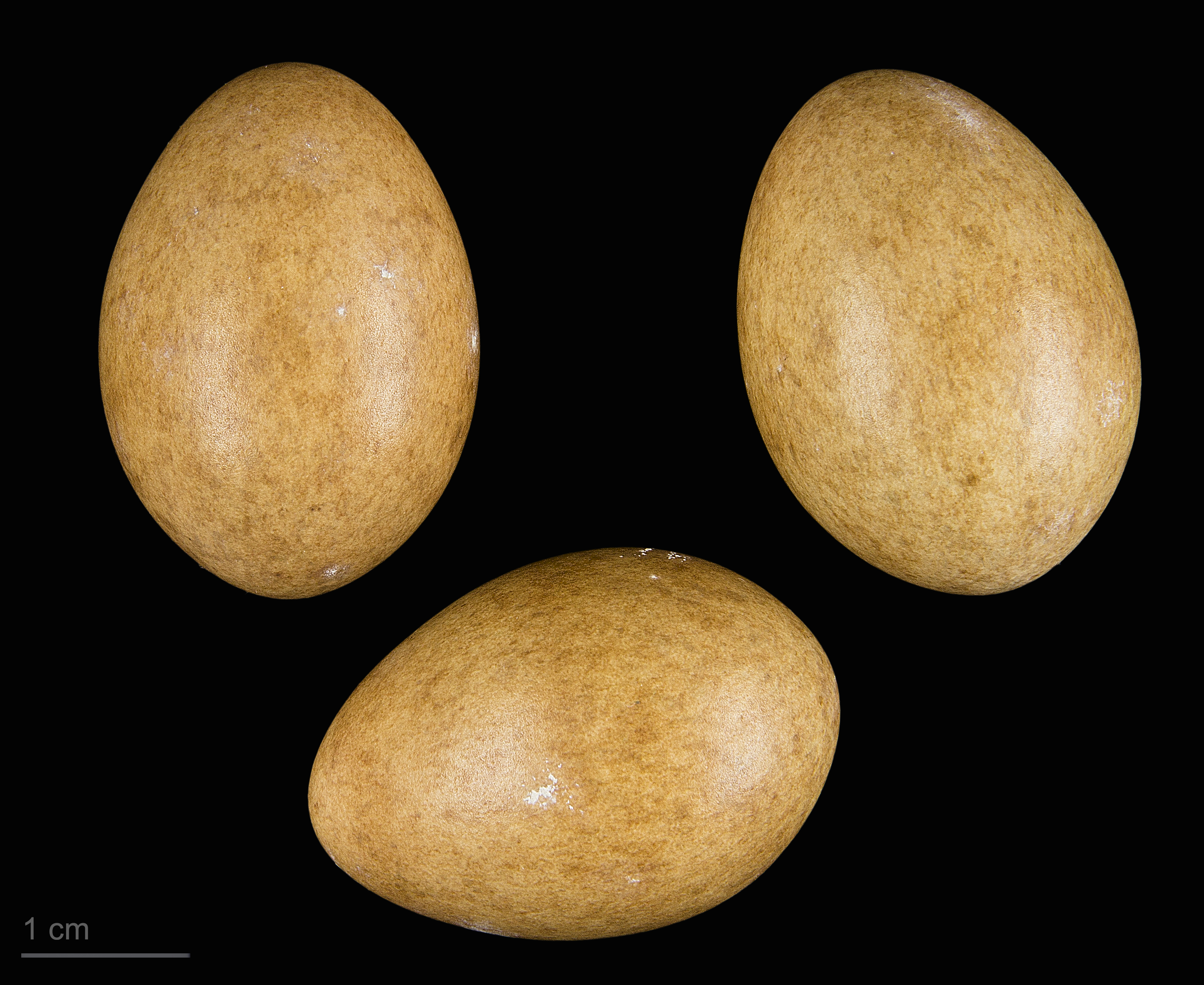
Porzana parva - MHNT

Las polluelas bastardas buscan alimento sondeando con el pico en el barro o las aguas someras y también picoteando lo que ve entre la vegetación. Se alimentan principalmente de insectos y pequeños animales acuáticos. Son aves muy esquivas durante la época de cría y es más probable poder oírlas que observarlas, es más fácil verlas durante la migración entonces son más ruidosas y emiten llamadas de tipo kua. Anida en sitios secos entre los carrizales y suele poner entre cuatro y siete huevos.